# Diana Lynn
Diana Lynn (5 de julio de 1926-18 de diciembre de 1971) fue una actriz de cine, teatro y televisión estadounidense.

## Biografía
Su verdadero nombre era Dolores Marie Loehr, y nació en Los Ángeles, California. Lynn fue considerada una niña prodigio gracias a su excepcional habilidad como pianista a una temprana edad, y hacia los doce años tocaba con la Los Angeles Junior Symphony Orchestra.  
Dolores Loehr debutó en el cine tocando el piano en They Shall Have Music, y volvió a interpretarlo acompañando a Susanna Foster en There's Magic in Music, momento en que se decidió que ella tenía mayor potencial del que se le permitía mostrar. Paramount Pictures cambió su nombre y empezó a elegirla para películas que le permitieran mostrar su personalidad y desarrollar sus dotes de actriz. 
Sus escenas cómicas con Ginger Rogers en The Major and the Minor fueron bien recibidas, y en 1944 consiguió un gran éxito en el film de Preston Sturges The Miracle of Morgan's Creek. Actuó en dos títulos de Henry Aldrich, e interpretó a la escritora Emily Kimbrough en dos filmes, Our Hearts Were Young and Gay y Our Hearts Were Growing Up, ambos junto a Gail Russell. 
Tras unas pocas películas más, fue seleccionada para trabajar en uno de los mayores éxitos del año, la comedia My Friend Irma, con Marie Wilson como Irma, y con el debut cinematográfico de la pareja formada por Dean Martin y Jerry Lewis. El grupo retomó sus papeles para rodar una secuela, My Friend Irma Goes West. Durante la década de 1950 Lynn continuó actuando en el cine, y fue la intérprete femenina de la sátira Bedtime for Bonzo, con Ronald Reagan. 
También trabajó con frecuencia para la televisión, y apareció en numerosas ocasiones como artista invitada en la década de 1960. Hacia 1970 estaba virtualmente retirada de la interpretación y se había mudado a Nueva York, donde dirigía una agencia de viajes. Paramount Studios le ofreció un papel en una nueva película y, tras considerarlo, aceptó la oferta y volvió a Los Ángeles. Sin embargo, antes de iniciar el rodaje, sufrió un accidente cerebrovascular y falleció nueve días más tarde, con 45 años de edad. Lynn fue enterrada en la Episcopal Church of the Heavenly Rest en Nueva York
Lynn se casó en 1948 con John C. Lindsay, del que se divorció en 1954, y en 1956 se casó con Mortimer W. Hall, matrimonio que duró hasta el fallecimiento de Lynn.
Una hija suya, Dolly Hall, es productora cinematográfica.
Diana Lynn tiene dos estrellas en el Paseo de la Fama de Hollywood: una por su actividad cinematográfica, en el 1625 de Vine Street, y otra por su trabajo televisivo, en el 6350 de Hollywood Boulevard.

## Filmografía
- They Shall Have Music (1939)
- There's Magic in Music (1941)
- The Major and the Minor (1942)
- Henry Aldrich Gets Glamour (1942)
- Henry Aldrich Plays Cupid (1944)
- The Miracle of Morgan's Creek (1944)
- Our Hearts Were Young and Gay (1944)
- And the Angels Sing (1944)
- Out of This World (1945)
- The Bride Wore Boots (1946)
- Our Hearts Were Growing Up (1946)
- Easy Come, Easy Go (1947)
- Ruthless (1948)
- Texas, Brooklyn and Heaven (1948)
- Every Girl Should Be Married (En busca de marido) (1948)
- My Friend Irma (1949)
- Paid in Full (Amargo desquite) (1950)
- Peggy (1950)
- My Friend Irma Goes West (1950)
- Rogues of Sherwood Forest (1950)
- The People Against O'Hara (El caso O'Hara) (1951)
- Bedtime for Bonzo (1951)
- Meet Me at the Fair (1952)
- Plunder of the Sun (1953)
- Track of the Cat (1954)
- An Annapolis Story (1955)
- You're Never Too Young (Un fresco en apuros) (1955)
- The Kentuckian (1955)
- Company of Killers (1970)